# Comando Forze Operative Nord
Il Comando Forze Operative Nord (COMFOP NORD) è un Comando di vertice dell'Esercito Italiano costituito il 1º ottobre 2016 per concentrazione dei Comandi che raccoglievano le funzioni operative, territoriali e infrastrutturali dell’Esercito nel Centro Nord Italia: il 1º Comando Forze di Difesa (ex 5º Corpo d'Armata), il Comando Militare Esercito “Veneto” e il Comando Infrastrutture Nord. Ciascun Comando ha portato nella nuova organizzazione il proprio contributo in termini di competenze, professionalità e storia.

## Storia
Il 5º Corpo d'Armata nasce per enucleazione dal 5º Comando Territoriale del Regio Esercito nell’agosto del 1860 con sede a Firenze. Dall’11 settembre dello stesso anno venne impiegato, nell’ambito dell’Armata Sarda, nei territori pontifici delle Marche e dell'Umbria agli ordine del Generale Enrico Marozzo della Rocca. Ruoli di primo piano lo distinsero già dalla terza guerra d'indipendenza. La Prima guerra mondiale lo vide schierato nel Trentino, a difesa di un tratto di confine lungo circa 110 km, compreso tra Passo di Lora e Croda Grande e caratterizzato da un profondo saliente. Tra la prima e la seconda guerra mondiale il Comando del 5º Corpo si trasferisce a Trieste e solo il 9 giugno 1940, in previsione dell'entrata nella seconda guerra mondiale, il Comando viene trasferito a Castelnuovo d'Istria e opera sulla frontiera italo-jugoslava, in particolare nell'ambito delle province di Trieste, Pola e Fiume. Allora aveva alle dipendenze le divisioni “Sassari”, “Bergamo” e “Lombardia”, due raggruppamenti di artiglieria e tre settori di Guardia Armata alla Frontiera. A seguito delle vicende dell’8 settembre 1943 il 5º Corpo d’Armata viene sciolto. 

### Dopoguerra
Negli anni dell'immediato secondo dopoguerra, il Comando venne ricostituito a Padova il 1º maggio 1952 per scissione dal 5º Comando Militare Territoriale dell'Esercito Italiano. Dal 30 settembre 1953 venne trasferito a Vittorio Veneto con il compito prioritario di assicurare la difesa del tratto più sensibile della frontiera orientale. Negli anni che seguirono, il 5º Corpo d'Armata divenne protagonista nell’operazione denominata “esigenza T”, per la quale il governo in carica ordinò di ammassare le truppe sul confine jugoslavo per premere a una soluzione favorevole della questione di Trieste. Negli anni 1960 e 1970 le unità alle dipendenze del 5º Corpo d’Armata si distinsero negli eventi calamitosi che colpirono il Nord Est, in particolare nella tragedia del Vajont, nel terremoto del Friuli e nelle numerose alluvioni che colpirono il territorio. Durante uno di questi interventi si ebbe una tragica scomparsa, quella del bersagliere Eros Perinotto, radiofonista di un mezzo cingolato travolto da un gorgo improvviso, insignito successivamente della Medaglia d'Oro al Valor Civile. Negli anni 1980 le unità del 5º Corpo d’Armata si rendono protagoniste anche all’estero in situazioni di crisi internazionale. Nel 1982, in particolare, il quadro politico del Libano si aggravò pericolosamente. Un contingente italiano raggiunse Beirut il 25 e 26 agosto del 1982 per restarci fino al 1984 e il 5º Corpo d'Armata contribuì all'operazione, denominata “ITALCOM”, con 65 ufficiali, 153 sottufficiali e 1180 militari di truppa. La presenza a Beirut contribuì a far tornare la normalità, mentre i rapporti con la popolazione locale si rinsaldarono grazie anche al comportamento esemplare dei militari italiani che ebbero un positivo impatto sull'opinione pubblica.
La caduta del muro di Berlino e la fine della guerra fredda nel 1989 portò a una riduzione degli organici dell’Esercito Italiano e una conseguente riorganizzazione della Forza Armata. Nel 1997, nel quadro delle attività di riordinamento, il 5º Corpo d’Armata assume la denominazione di 1º Comando delle Forze di Difesa.
Nel corso degli anni 2000 l'Esercito Italiano subisce un'ulteriore e ampia riorganizzazione della propria struttura di comando con il graduale superamento del precedente modello, un aggiornamento delle funzioni che assegna quelle operative, territoriali e infrastrutturali ad Alti Comandi a valenza interregionale e multifunzione. 

### Il COMFOP NORD
Tale situazione viene raggiunta a tappe, a Padova dal 2013, con il Comando Forze di Difesa Interregionale Nord (COMFODIN), nato dalla soppressione del 1º Comando Forze di Difesa e dall'elevazione a livello di Corpo d'Armata del Comando Militare Esercito “Veneto”. COMFODIN si è poi ulteriormente trasformato, acquisendo le funzioni del Comando Infrastrutture Nord e la Divisione “Friuli” (ora Divisione “Vittorio Veneto”) e le Brigate dipendenti. A completamento di questo lungo processo di riconfigurazione, il 1º ottobre 2016 COMFODIN cambia denominazione in Comando Forze Operative Nord (COMFOP NORD).
Dal 1º aprile 2023 perde il Comando Divisione "Vittorio Veneto", passato al COMFOTER, mentre le brigate passano alle sue dirette dipendenze.

## Funzioni
Il Comando Forze Operative Nord svolge le funzioni di comando e controllo con compiti operativi, territoriali e infrastrutturali su un ampio territorio dell'Italia centro-settentrionale (otto regioni amministrative). È inoltre un Comando pienamente integrato nel Sistema Paese, in quanto rappresenta l’entry point per tutti gli Enti e le autorità regionali e locali presenti nella propria area di responsabilità, impiegando le unità e i reparti della Forza Armata (anche non dipendenti) dislocati nella propria area di responsabilità .

### Funzioni operative
Il Comando, dal punto di vista operativo dipende dal Capo di Stato Maggiore dell'Esercito e ha alle sue dipendenze la Brigata di cavalleria "Pozzuolo del Friuli", la 132ª Brigata corazzata "Ariete" e la Brigata Paracadutisti "Folgore".
Ancorché per natura, tipologia e peculiarità siano Grandi Unità da combattimento diverse tra loro, ognuna di esse esprime elevate capacità operative, di “nicchia” e fit for purpose. La Brigata “Pozzuolo del Friuli” costituisce la capacità land di Forza Armata nell’ambito della Capacità Nazionale di Proiezione dal Mare (CNPM) per la condotta di operazioni joint e expeditionary, che prevedono l’inserimento in ambiente permissivo o non permissivo di una Landing Force. La Brigata “Friuli”, unica Grande Unità da combattimento aeromobile della Forza Armata, esprime le capacità operative nazionali d’impiego congiunto e integrato della componente di manovra terrestre e della componente di manovra ad ala rotante; una capacità di combattimento le cui peculiarità sono la mobilità, velocità, flessibilità e potenza di fuoco. La Brigata paracadutisti “Folgore” è l’unica Grande Unità da combattimento della Forza Armata interamente aviotrasportabile e aviolanciabile, in grado dì proiettare, dalla terza dimensione, il proprio combat power in termini di unità di fanteria leggera e relativi supporti al combattimento, al fine di acquisire il controllo di aree e punti chiave vitali per il prosieguo delle operazioni. Infine, la 132ª Brigata Corazzata Ariete, l’unica Grande Unità da Combattimento Corazzata della Forza Armata, possiede caratteristiche, in termini di elevate mobilità tattica, potenza di fuoco e protezione, che ne fanno l’unità regina nel combattimento risolutivo e nelle operazioni ad alta intensità.
In caso di concessione di concorsi della Forza Armata, attraverso la propria sala operativa, assume il comando, il coordinamento e il controllo nei confronti delle unità ricevute alle dipendenze nelle attività di concorso al mantenimento dell’ordine pubblico, nel soccorso in caso di pubbliche calamità, nei servizi di pubblica utilità e, più in generale, di tutti i concorsi di tipo “operativo”.

### Funzioni territoriali
Il Comando, attraverso il Vice Comandante per il Territorio, oltre a svolgere le funzioni territoriali nelle regioni Friuli Venezia Giulia, Veneto, Emilia-Romagna, Marche, Umbria, Abruzzo e Molise, e di rappresentanza, si occupa della gestione delle forze della riserva selezionata, delle attività di pubblica informazione e di promozione finalizzate all'immagine o al reclutamento, collocamento al lavoro dei Volontari di Truppa in servizio o congedati. Svolge la funzione di “comando militare, ovvero organismo designato dallo Stato Maggiore di Forza Armata” competente per il censimento e la gestione degli alloggi di servizio, in particolare, nell’AoR territoriale provvede - direttamente per la regione Veneto, avvalendosi per le altre regioni delle componenti ordinativo-organiche degli omonimi Comandi Militari Esercito alle dipendenze – alle incombenze di natura istruttoria connesse agli indirizzi di management del patrimonio alloggiativo assegnato (ASGC – ASI/ASIR – AST). La sinergia messa in campo dalle sezioni alloggi dei Comandi Militari Regionali, dall’Ufficio Affari Territoriali e dall’Ufficio Programmazione e Lavori permette di indirizzare le risorse, destinate alla manutenzione degli alloggi, tenendo conto dei trasferimenti/assegnazioni del personale nell’intera area del COMFOPNORD. Svolge, attraverso l’Ufficio Documentale (UDOC), il servizio di trattazione e conservazione della documentazione personale e matricolare del personale militare congedato e residente nelle province della Regione Veneto (con l'eccezione di Venezia orientale). Infine presiede il Comitato Misto Paritetico (CO.MI.PA.) della regione Veneto, collegio di consultazione istituzionale che trae fondamento dall’art. 322 del D. Lgs. n. 66/2010, durante il quale vengono coordinati i mutui programmi di interesse dell’Autorità Militare e dell’Amministrazione del Territorio. Su delega del Comandante delle Forze Operative Nord il Vice Comandante del Territorio rilascia il parere militare per tutte le nuove realizzazioni o varianti strutturali significative interessanti grandi comunicazioni stradali, ferrovie, impianti industriali, ecc., nella regione Veneto e si pone come ente di consulenza operativa per i Comandi Militari Regionali dipendenti ai sensi del art. 334 del C.O.M. (D. Lgs. n. 66/2010)

### Funzioni infrastrutturali
Nell’ambito del settore infrastrutturale il COMFOPNORD attraverso il Vice Comandante delle Infrastrutture da cui dipendono gli Uffici “Programmazione e Lavori” e “Demanio e Servitù Militari”, coordina le attività dei Reparti Infrastrutture nella propria AoR, in particolare gli interventi di manutenzione straordinaria, l’esecuzione dei piani di recupero degli alloggi demaniali, la progettazione e l’esecuzione di lavori di ammodernamento, la trattazione delle materie relative all'acquisizione, all'amministrazione, alla valorizzazione e alienazione nonché alle dismissioni dei beni demaniali militari. Si occupa altresì di tutte le problematiche connesse con i poligoni riferite al rinnovo dei disciplinari d’uso.

## Organizzazione

### Comando
Il Comando ha sede a Padova (Caserma "Oreste Salomone") ed è retto da un Generale di Corpo d'armata, con alle dirette dipendenze:
- un ufficio del Comandante;
- una Direzione di Intendenza;
- un Vice Comandante per il Territorio;
- un Vice Comandante per le Infrastrutture;
- un Capo di Stato Maggiore da cui dipendono:
  - Reparto Comando, con sede a Padova (Caserma O. Salomone);
  - Ufficio Affari Generali;
  - Ufficio Giuridico Legale
  - Stato Maggiore organizzato in: area Operativa/Concorsi (Uff. Operazioni e concorsi opv; Uff. Sicurezza; Uff. Addestramento; Uff. COCIM) e area Supporto  (Uff. Personale; Uff. Logistico; Uff. C4).

### Unità operative
- Brigata di cavalleria "Pozzuolo del Friuli" - Gorizia
- Brigata corazzata "Ariete" - Pordenone
- Brigata paracadutisti "Folgore" - Livorno

### Comandi regionali
I Comandi Militare Esercito, alle dipendenze del Vice Comandante per il Territorio, conducono le attività legate al Reclutamento, alle Forze di Completamento, alla Promozione e Pubblica Informazione sul territorio della propria Regione e in tale veste sono alla continua ricerca di sinergie con gli Enti locali per meglio mettere a disposizione del cittadino i servizi offerti dalla struttura militare locale. Nella regione Veneto le attività territoriali vengono condotte a seconda delle competenze dall’Ufficio Territoriale (area vice Comandante per il Territorio) o dall’Ufficio Affari Generali del COMFOPNORD. 
I Comandi Militare Esercito dipendenti sono:
- Comando militare Esercito "Friuli Venezia Giulia" (Trieste)
  - Ufdoc Udine
- Comando militare Esercito "Emilia-Romagna" (Bologna)
  - Ufdoc Bologna
- Comando militare Esercito "Marche" (Ancona)
  - Ufdoc Ancona
- Comando militare Esercito "Umbria" (Perugia)
  - Ufdoc Perugia
- Comando militare Esercito "Abruzzo - Molise" (L'Aquila)
  - Ufdoc Chieti
  - Ufficio Affari Territoriali di Presidio di Campobasso (Campobasso)

#### Museo storico della Terza Armata
Ha sede a Padova (Palazzo Camerini), in quella che fino al 1973 fu la sede del Comando della 3ª Armata.
Raccoglie cimeli e reperti della prima guerra mondiale, con particolare riferimento al settore del Carso e del Piave, dove operava la 3ª Armata.
Dispone inoltre di una ricca documentazione fotografica e di alcuni filmati, visionabili a richiesta dei visitatori.
Il Museo, pur trovandosi in una struttura militare, è aperto al pubblico.

### Reparti infrastrutturali
Dal Vice Comandante per le Infrastrutture dipendono:
- 5º Reparto Infrastrutture di Padova;
- 6º Reparto Infrastrutture di Bologna;
- 7º Reparto Infrastrutture di Firenze;
- 12º Reparto Infrastrutture di Udine;
- Sezione Staccata Autonoma di Pescara.

### Altre dipendenze
- Ufficio documentale di Padova (competente per le province di Padova, Venezia, Treviso, Rovigo e Belluno)

- Circoli Unificati dell’Esercito
  - Circolo unificato di Padova
  - Circolo unificato di Treviso
  - Circolo unificato di Venezia

## Comandanti
- Generale di corpo d’armata Bruno Stano (2015 - 2017)
- Generale di corpo d’armata Paolo Serra (2017 - 2018)
- Generale di corpo d’armata Amedeo Sperotto (2018 - 2020)
- Generale di corpo d’armata Roberto Perretti (2020 - 2022)
- Generale di corpo d’armata Salvatore Camporeale (2022 - 2023)
- Generale di corpo d'armata Maurizio Riccò (2023 in carica)